# Iris (owady)
Iris – rodzaj modliszek z rodziny Tarachodidae.

## Morfologia
Samce mają oczy i kostalną krawędź pokryw nieorzęsione. Przedplecze o długości kilka razy przekraczającej jego szerokość. Środkowo-spodnie kolce umieszczone na udach przednich odnóży są naprzemiennie długi i krótkie lub równej długości. Na zewnętrznej krawędzi ud obecne ząbki między kolcami oraz cztery kolce dyskowate. Kolce zewnętrzne na przednich udach występują w liczbie 4, a na przednich goleniach w liczbie 11 lub 12.

## Systematyka
Do rodzaju tego należy 14 gatunków:
- Iris caeca Uvarov, 1931
- Iris deserti Uvarov, 1923
- Iris insolita Mistshenko, 1956
- Iris nana Uvarov, 1930
- Iris narzykulovi Lindt, 1961
- Iris oratoria (Linnaeus, 1758)
- Iris orientalis Wood-Mason, 1882
- Iris persa Uvarov, 1922
- Iris persiminima Otte, 2004
- Iris pitcheri Kaltenbach, 1982
- Iris polystictica (Fischer-Waldheim, 1846)
- Iris senegalensis Beier, 1931
- Iris splendida Uvarov, 1922
- Iris strigosa (Stoll, 1813)